# Nannobrachium
A Nannobrachium a sugarasúszójú halak (Actinopterygii) osztályának Myctophiformes rendjébe, ezen belül a gyöngyöshalfélék (Myctophidae) családjába tartozó nem.

## Rendszerezés
A nembe az alábbi 17 faj tartozik:
- Nannobrachium achirus (Andriashev, 1962)
- Nannobrachium atrum (Tåning, 1928)
- Nannobrachium bristori Zahuranec, 2000
- Nannobrachium crypticum Zahuranec, 2000
- Nannobrachium cuprarium (Tåning, 1928)
- Nannobrachium fernae (Wisner, 1971)
- Nannobrachium gibbsi Zahuranec, 2000
- Nannobrachium hawaiiensis Zahuranec, 2000
- Nannobrachium idostigma (Parr, 1931)
- Nannobrachium indicum Zahuranec, 2000
- Nannobrachium isaacsi (Wisner, 1974)
- Nannobrachium lineatum (Tåning, 1928)
- Nannobrachium nigrum Günther, 1887
- Nannobrachium phyllisae Zahuranec, 2000
- Nannobrachium regale (Gilbert, 1892)
- Nannobrachium ritteri (Gilbert, 1915)
- Nannobrachium wisneri Zahuranec, 2000